# Frans de Bruijn Kops
George François ("Frans") de Bruijn Kops (Benkoelen (Nederlands-Indië), 28 oktober 1886 - Den Haag, 22 november 1979) was een Nederlandse voetballer en bestuurder in Nederlands-Indië. Hij nam eenmaal deel aan de Olympische Spelen.
Hij vertegenwoordigde Nederland op de Olympische Zomerspelen van 1908 bij het voetbal. Hij stond linksbuiten. Het Nederlandse team speelde geen voorronde, maar trof in de halve finale gelijk het Britse team, dat later het toernooi won. De wedstrijd ging met 4-0 verloren. De wedstrijd hierna ging tegen Zweden om het brons en werd met 2-0 gewonnen.
De Bruijn Kops heeft in totaal drie interlands gespeeld voor Nederland in de periode van 1906 tot 1908. Hij kwam in 1904 op 17-jarige leeftijd naar H.B.S. Voor die tijd speelde hij voor het Rotterdamse Achilles.
De Bruijn Kops was lid van de Raad van Indië.